# Шубаркудик
Шубаркудик (каз. Шұбарқұдық) — село у складі Темірського району Актюбінської області Казахстану. Адміністративний центр Шубаркудуцького сільського округу.
У радянські часи село було частиною селища Шубаркудук.
Населення — 1703 особи (2021; 1813 у 2009, 1703 у 1999).